# Innocenty od Niepokalanego Poczęcia
 Innocenty od Niepokalanego Poczęcia CP, Innocenty od Niepokalanej, Manuel Canoura Arnau (ur. 10 marca 1887 w  Santa Lucia del Valle de Oro, zm. 9 października 1934 w Turón; Asturia) – święty Kościoła katolickiego, prezbiter, ofiara prześladowań religijnych poprzedzających wybuch hiszpańskiej wojny domowej.
Do Zgromadzenia Męki Pańskiej w Peñafiel wstąpił w 1905 roku i podjął studia teologiczne i filozoficzne. Przyjął imię Innocenty od Niepokalanego Poczęcia, a 27 lipca 1905 r. złożył śluby zakonne. Święcenia kapłańskie złożył osiem lat później 20 września 1913 roku. Od 1934 r. był kapłanem w Mieres. 4 października tegoż roku na polecenie przełożonych udał się do kolegium Zgromadzenia Braci Szkół Chrześcijańskich pod wezwaniem Matki Bożej z Covadonga w Turónie by uczniowie mogli przystąpić przed pierwszym piątkiem miesiąca do sakramentu pokuty i pojednania. Następnego dnia razem z grupą ośmiu lasalianów został uwięziony. Przetrzymywany w „domu ludowym” pełnił rolę kapelana. Wszyscy zatrzymani zostali wkrótce rozstrzelani na podstawie wyroku wydanego przez komitet rewolucyjny.
Jan Paweł II wyniósł na ołtarze grupę towarzyszy Cyryla Bertrama, ofiar prześladowań Kościoła katolickiego, a wśród nich Innocenty od Niepokalanego Poczęcia. Beatyfikacja dokonana przez papieża Jana Pawła II odbyła się 29 kwietnia 1990 r., a kanonizacja 21 listopada 1999 r. w bazylice św. Piotra na Watykanie.
Dniem w którym wspominany jest w Kościele katolickim jest dzienna rocznica śmierci 9 października.